# Serhat Akın
Niyazi Serhat Hikmet Akın (Bretten, 5 juni 1981) is een Turks voormalig voetballer die speelde als aanvaller en die in 2014 zijn carrière beëindigde.

## Carrière
Zijn eerste ploeg was Fenerbahçe. Serhat speelde samen met Tuncay een grote rol in het kampioenschap van 2003/2004, zo werd de belangrijke derby tegen Beşiktaş gewonnen met 2 goals van Serhat. Toen Nicolas Anelka bij Fenerbahçe neerstreek, kwam Serhat niet meer aan spelen toe.
Hij vertrok transfervrij naar RSC Anderlecht, waar hij in juni 2005 tekende voor drie jaar. Hoewel hij niet gespaard bleef van blessures, wist hij toch 10 keer te scoren in zijn eerste seizoen. In de laatste wedstrijd van het seizoen, tegen SV Zulte Waregem, raakte hij geblesseerd aan de buikspieren. Na een operatie in München waren er complicaties, waardoor hij enkele dagen op intensieve zorg lag. Na een teleurstellende heenronde in het seizoen 06-07 leende Anderlecht hem uit aan het Duitse Köln. Maar na een half jaar in Duitsland te vertoeven besliste RSC Anderlecht om hem terug in de kern te nemen.
Na nog een seizoen te hebben gespeeld voor de paars witten, wilde de Turk meer speelminuten en vertrok terug naar Turkije om te spelen voor Kocaelispor. In de zomer van 2009 tekende hij bij Konyaspor. Hij bleef niet lang bij Konyaspor en kwam na twee seizoenen bij het Duitse Karlsruher SC bij Turgutluspor terecht.

## Spelerstatistieken
| seizoen | club           | competitie           | wed. | goals |
| ------- | -------------- | -------------------- | ---- | ----- |
| 2000/01 | Fenerbahçe     | Süper Lig            | 25   | 9     |
| 2001/02 | Fenerbahçe     | Süper Lig            | 31   | 16    |
| 2002/03 | Fenerbahçe     | Süper Lig            | 22   | 6     |
| 2003/04 | Fenerbahçe     | Süper Lig            | 21   | 8     |
| 2004/05 | Fenerbahçe     | Süper Lig            | 26   | 2     |
| 2005/06 | RSC Anderlecht | Jupiler League       | 27   | 10    |
| 2006/07 | RSC Anderlecht | Jupiler League       | 7    | 0     |
| 2006/07 | → 1. FC Köln   | 2. Bundesliga        | 7    | 1     |
| 2007/08 | RSC Anderlecht | Jupiler League       | 16   | 3     |
| 2008/09 | Kocaelispor    | Süper Lig            | 6    | 1     |
| 2008/09 | Konyaspor      | Süper Lig            | 11   | 1     |
| 2009/10 | Karlsruher SC  | 2. Bundesliga        | 8    | 0     |
| 2010/11 | Karlsruher SC  | 2. Bundesliga        | 9    | 0     |
| 2011/12 | Turgutluspor   | TFF 2. Lig           | 24   | 12    |
| 2012/13 | Altay          | TFF 2. Lig           | 5    | 0     |
| 2013/14 | Berliner AK 07 | Regionalliga Nordost | 7    | 2     |
| Totaal  | Totaal         | Totaal               | 221  | 81    |